# Mistrzostwa Afryki w Piłce Siatkowej Kobiet 1995
X Mistrzostwa Afryki w piłce siatkowej - turniej rozegrany w 1995 roku, po raz trzeci z rzędu wygrały Kenijki, które wyprzedziły reprezentantki Nigerii i Tunezji.

## System rozgrywek
1. Nigeria
2. Kenia
3. Tunezja
4. Angola
5. Mauritius
6. Zambia

## Klasyfikacja końcowa
| 1. | Kenia     |
| 2. | Nigeria   |
| 3. | Tunezja   |
| 4. | Angola    |
| 5. | Mauritius |
| 6. | Zambia    |